# Lajos Asztalos
Lajos Asztalos (n. 29 iulie 1889, Pécs – d. 1 noiembrie 1956, Budapesta) este un șahist maghiar cunoscut și autor de manuale de șah.

## Carieră
La concursul național de șah din august în anul 1912 în Timișoara ocupă locul al doilea. după Breyer. În 1913, anul următor devine campion național maghiar la Debrecen. După primul război mondial a trăit până în anul 1942 în Iugoslavia, reprezentând-o la olimpiadele de șah din 1927 în Londra, 1931 în Praga și 1936 în München. În anul 1942 se mută la Budapesta, iar în 1950 FIDE îi acordă titlul de maestru internațional de șah. Din anul 1951 va fi arbitru la meciurile internaționale de șah, fiind membru FIDE.